# Cmentarz wojenny w Strękowej Górze
Cmentarz wojenny w Strękowej Górze – nieczynny cmentarz żołnierzy niemieckich i rosyjskich poległych podczas I wojny światowej, położony w miejscowości Strękowa Góra, wpisany do rejestru zabytków województwa podlaskiego decyzją o numerze 273 z 10 marca 1987 roku.

## Opis

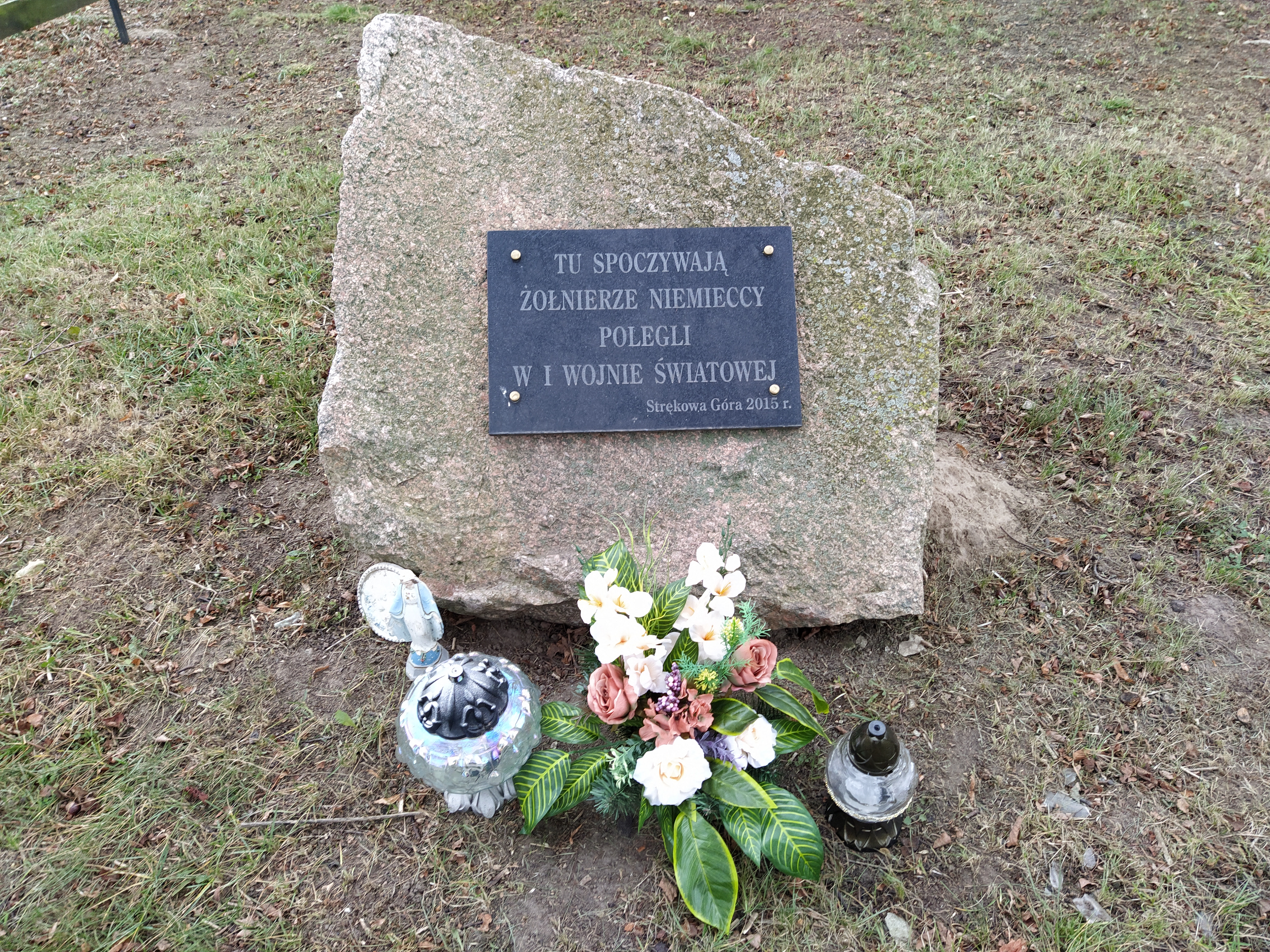
Kamień z tablicą na terenie cmentarza

Cmentarz wojenny w Strękowej Górze z okresu I wojny światowej założony został jeszcze w trakcie Wielkiej Wojny lub na początku lat 20. XX wieku . Obiekt znajduje się w odległości około 300 metrów na zachód od północnego skraju Strękowej Góry, po lewej stronie drogi gruntowej prowadzącej w kierunku Narwi, na pozycji 53°13′05″N 22°32′33″E/53,218153 22,542492 . Pochowano na nim 39 żołnierzy niemieckich i 12 rosyjskich.
Według sporządzonej w 1986 roku karty obiektu numer 13 265 granice położonego na terenie płaskim cmentarza były zatarte, a na jego zarośniętym trawą i samosiewami terenie brak było zachowanych kwater, mogił czy nagrobków (obszar był dzikim wysypiskiem śmieci) . W momencie wykonywania dokumentacji na cmentarzu o powierzchni 0,02 ha znajdowały się już tylko dwa duże drewniane krzyże z napisami informującymi o pochowanych żołnierzach niemieckich z 371. i 373. Pułku Piechoty (niem. Infanterie-Regiment Nr. 371, 373) oraz trzeci, mniejszy, bez napisów . 
Cmentarz założony został na planie czworobocznym i otoczony był siatką zaczepioną na wykonanych z betonu słupkach, z których do XXI wieku przetrwały dwa. Na terenie obiektu rosną cztery lipy w wieku od 80 do 110 lat; o jedną z nich oparty jest stary krzyż wykonany z pnia i konaru drzewa, ale nie jest to raczej element pochodzący z czasów utworzenia nekropolii.
W 2015 roku dokonano renowacji cmentarza, podczas której uporządkowano jego teren, zamontowano nowe ogrodzenie i umieszczono w centrum kamień z inskrypcją upamiętniającą jedynie poległych żołnierzy niemieckich.
Obiekt wpisany jest do rejestru zabytków województwa podlaskiego pod numerem 273 z 10.03.1987 roku.